# Griechische Nationalbibliothek
Die Griechische Nationalbibliothek (griechisch Εθνική Βιβλιοθήκη) ist die Nationalbibliothek Griechenlands. Ihr Hauptsitz befindet sich seit 2016 im Neubau des Kulturzentrums der Stavros-Niarchos-Stiftung im Südwesten Athens; ihr Nebensitz im Altbau der Athener Trilogie im Zentrum der Stadt.

## Geschichte
Die ursprüngliche Idee einer Nationalbibliothek in Griechenland stammt von dem Philhellenen Johann Jakob Meyer. In einem Artikel seiner Zeitung Elleniká Chroniká vom August 1824 stritt er zusammen mit Lord Byron für die Griechische Unabhängigkeit. Meyers Idee wurde 1829 von der Griechischen Regierung durch Ioannis Kapodistrias umgesetzt, als dieser die Gründung der Nationalbibliothek neben anderen Bildungseinrichtungen wie Schulen und Museen anordnete.
Anfangs war die Bibliothek provisorisch im Waisenhaus der Insel Aegina untergebracht, die als Erziehungseinrichtung dem gleichen Ressort unterstand. Georgios Gennadios bemühte sich um den Aufbau des Bestandes. Ende 1830 betrug der Gesamtbestand 1018 Bücher. 1834 folgte der Umzug nach Athen.
1834 wurde die Bibliothek als Institution gegründet, sie war bis zur Fertigstellung des Gebäudes auf verschiedene Standorte verteilt, zu diesem Zeitpunkt hatte der Bestand die 1995 Bücher erreicht, Christoforos und Konstantinos Sakellarios schenkten weitere 5400 Bücher und Markos Renieris 3401 Bücher. 1842 betrug der Bestand ca. 15.000 Bücher. Sie befand sich im Universitätsgebäude, bis 1903 als der Umzug in das von Panayis Vagliano gestiftete Gebäude erfolgte. Von 1877 bis 1910 war der Altphilologe Michael Deffner Direktor der Bibliothek.

Vor dem ehemaligen Bibliotheksgebäude steht die von Georgios Bonanos gestaltete Statue von Panayis Vagliano, einem Mäzen der Bibliothek.
Im Juni 2016 zog die Nationalbibliothek in das seit 2006 in Planung befindliche und von Renzo Piano entworfene Gebäude des Stavros Niarchos Foundation Cultural Center in Kallithea. Ebenfalls dort untergebracht ist die Nationaloper von Griechenland.
Zuvor befand sie sich in einem vom dänischen Architekten Theophil von Hansen als Teil seiner Athener Trilogie klassizistischer Gebäude einschließlich der Athener Akademie und dem Originalgebäude der Athener Universität entworfenen Gebäude im Athener Stadtzentrum. Dieses historische Gebäude wurde als Nebensitz beibehalten und beherbergt nun die Zeitschriftensammlung der Nationalbibliothek.

## Handschriftensammlung
Die Bibliothek besitzt 4500 griechische Manuskripte und ist damit eine der größten Sammlungen griechischer Schriften.
In der Bibliothekssammlung befindet sich ein Kodex der vier Evangelien, die dem Schreiber Matthäus zugeordnet werden, eine Unzialhandschrift mit einem Fragment des Matthäusevangeliums aus dem 6. Jahrhundert (Unzial 094), die Flora Graeca Sibthorpiana des englischen Botanikers John Sibthorp, die Landkarte des Rigas Velestinlis; Das Große Wörterbuch der Etymologie, ein historisches byzantinisches Wörterbuch und die ersten Ausgaben von Homers Epen und Gedichten.
Einige weitere Handschriften in dieser Sammlung sind Unzial 075, Unzial 0161 und Minuskel 798.

## Weitere Sondersammlungen
Außerdem besitzt die Bibliothek viele Bullen und ein Archiv der Griechischen Revolution.